# 成宮千晴
成宮 千晴(なりみや ちはる)は日本の道路交通情報キャスター・司会者・ナレーター。

## 人物
千葉県出身。趣味は、B'zのライブ・ショッピング・読書。特技は美味しい餃子を作る。

## 主な出演
TBSラジオ
- 千葉県警交通情報キャスター

チバテレビ
- ハピはぴ・モーニング〜ハピモ〜 交通情報キャスター
- NEWSチバ 交通情報キャスター

企業
- イオンモール
- ペリエ

など